# 1928年アムステルダムオリンピックのユーゴスラビア選手団
1928年アムステルダムオリンピックのユーゴスラビア選手団（1928ねんアムステルダムオリンピックのユーゴスラビアせんしゅだん）は、1928年7月28日から8月12日にかけてオランダのアムステルダムで開催された1928年アムステルダムオリンピックのユーゴスラビア選手団、およびその競技結果。

## 概要
今大会は金メダル1個、銀メダル1個、銅メダル3個の合計5個のメダルを獲得した。

## メダル
| メダル | 選手名             | 競技 | 種目         |
| ------ | ------------------ | ---- | ------------ |
| 金     | レオン・シュツケリ | 体操 | 男子つり輪   |
| 銀     | [[]]               | 体操 | 男子平行棒   |
| 銅     | レオン・シュツケリ | 体操 | 男子個人総合 |
| 銅     | [[]]               | 体操 | 男子跳馬     |
| 銅     | [[]]               | 体操 | 男子団体総合 |